# Биофизическа химия
Биофизическата химия е интердисциплинарна научна област, обединяваща елементи на биологията, физикохимията, която изучава различни явления в биологичните системи с физикохимични методи, най-често на молекулярно или надмолекулярно ниво. Сред използваните изследователски методи са ядрено-магнитен резонанс, рентгенова кристалография и криоелектронна микроскопия.
Биофизическата химия е относително нова дисциплина, като една от първите специализирани в тази област организации е създаденият през 1971 година Институт „Макс Планк“ за биофизическа химия.